# West Drayton
West Drayton is een civil parish in het bestuurlijke gebied Bassetlaw, in het Engelse graafschap Nottinghamshire. In 2001 telde het dorp 322 inwoners. West Drayton komt in het Domesday Book (1086) voor als Draitone.